# Liste des communes de Thuringe
Cet article recense les communes de Thuringe, en Allemagne.

## Statistiques
Au 1er janvier 2009, le Land de Thuringe comprend 955 communes (Gemeinden en allemand) ou villes (Städte). Elles se répartissent de la sorte :
- 126 villes (Städte), dont :
  - 6 villes-arrondissements (kreisfreie Städte), y compris la capitale du Land, Erfurt ;
  - 5 grandes villes d'arrondissement (große kreisangehörige Städte)
  - 78 villes indépendantes ;
  - 27 villes regroupées en communautés d'agglomération ;
- 829 communes (Gemeinden).

## Liste

### Villes-arrondissements
- Eisenach
- Erfurt
- Gera
- Iéna
- Suhl
- Weimar

### Grandes villes d'arrondissement
- Altenbourg
- Gotha
- Ilmenau
- Mühlhausen
- Nordhausen

### Liste complète

#### A
- Abtsbessingen
- Ahlstädt
- Albersdorf
- Alkersleben
- Allendorf
- Alperstedt
- Altenberga
- Altenbeuthen
- Altenbourg (ville)
- Altenfeld
- Altengottern
- Altersbach
- Altkirchen
- Andenhausen
- Andisleben
- Angelroda
- Anrode
- Apfelstädt
- Apolda (ville)
- Arenshausen
- Arnsgereuth
- Arnstadt (ville)
- Artern (ville)
- Asbach-Sickenberg
- Aschenhausen
- Aspach
- Auengrund
- Auerstedt
- Auleben
- Auma (ville)

#### B
- Bachfeld
- Bad Berka (ville)
- Bad Blankenburg (ville)
- Bad Colberg-Heldburg (ville)
- Bad Frankenhausen (ville)
- Bad Klosterlausnitz
- Bad Köstritz (ville)
- Bad Langensalza (ville)
- Bad Liebenstein (ville)
- Bad Lobenstein (ville)
- Badra
- Bad Salzungen (ville)
- Bad Sulza (ville)
- Bad Tennstedt (ville)
- Ballhausen
- Ballstädt
- Ballstedt
- Barchfeld
- Bauerbach
- Bechstedt
- Bechstedtstraß
- Beichlingen
- Beinerstadt
- Bellstedt
- Belrieth
- Bendeleben
- Benshausen
- Berga (ville)
- Berka vor dem Hainich
- Berka (ville)
- Berlingerode
- Berlstedt
- Bermbach
- Bernterode (bei Heilbad Heiligenstadt)
- Bernterode (bei Worbis)
- Bethenhausen
- Bibra
- Bienstädt
- Bilzingsleben
- Birkenfelde
- Birkenhügel
- Birx
- Bischofferode
- Bischofrod
- Bischofroda
- Blankenberg
- Blankenburg
- Blankenhain (ville)
- Blankenstein
- Bleicherode (ville)
- Bobeck
- Bocka
- Bockelnhagen
- Bockstadt
- Bodelwitz
- Bodenrode-Westhausen
- Böhlen
- Bollberg
- Bornhagen
- Borxleben
- Bösleben-Wüllersleben
- Bothenheilingen
- Brahmenau
- Braunichswalde
- Braunsdorf
- Brehme
- Breitenhain
- Breitenworbis
- Breitungen
- Bremsnitz
- Bretleben
- Brotterode (ville)
- Bruchstedt
- Brüheim
- Brünn
- Brunnhartshausen
- Bucha (Saale-Holzland)
- Bucha (Saale-Orla)
- Büchel
- Buchfart
- Buchholz
- Bufleben
- Buhla
- Bürgel (ville)
- Burgk
- Burgwalde
- Buttelstedt (ville)
- Buttlar
- Buttstädt (ville)
- Büttstedt

#### C
- Caaschwitz
- Christes
- Chursdorf
- Clingen (ville)
- Crawinkel
- Creuzburg (ville)
- Crimla
- Crispendorf
- Crossen an der Elster
- Cursdorf

#### D
- Daasdorf am Berge
- Dachwig
- Dankmarshausen
- Deesbach
- Dermbach
- Deuna
- Diedorf
- Dieterode
- Dietzenrode-Vatterode
- Dillstädt
- Dingelstädt (ville)
- Dingsleben
- Dippach
- Dittersdorf
- Dobitschen
- Döbritschen
- Döbritz
- Döllstädt
- Donndorf
- Dornburg-Camburg (ville)
- Dorndorf
- Dornheim
- Döschnitz
- Dragensdorf
- Dreba
- Drei Gleichen
- Dreitzsch
- Dröbischau
- Drogen
- Drognitz
- Dünwald

#### E
- Ebeleben (ville)
- Ebenheim
- Ebenshausen
- Eberstedt
- Ecklingerode
- Eckstedt
- Effelder
- Effelder-Rauenstein
- Ehrenberg
- Eichenberg (Hildburghausen)
- Eichenberg (Saale-Holzland)
- Eichstruth
- Eineborn
- Einhausen
- Eisenach (ville)
- Eisenberg (ville)
- Eisfeld (ville)
- Elgersburg
- Elleben
- Ellersleben
- Ellingshausen
- Ellrich (ville)
- Elxleben (Ilm)
- Elxleben (Sömmerda)
- Emleben
- Empfertshausen
- Emsetal
- Endschütz
- Erbenhausen
- Erfurt (ville)
- Eschenbergen
- Eßbach
- Eßleben-Teutleben
- Ettenhausen an der Suhl
- Ettersburg
- Etzelsrode
- Etzleben

#### F
- Fambach
- Ferna
- Fischbach
- Flarchheim
- Floh-Seligenthal
- Flurstedt
- Fockendorf
- Föritz
- Frankendorf
- Frankenhain
- Frankenheim
- Frankenroda
- Frauenprießnitz
- Frauensee
- Frauenwald
- Freienbessingen
- Freienhagen
- Freienorla
- Fretterode
- Friedelshausen
- Friedersdorf
- Friedrichroda (ville)
- Friedrichsthal
- Friedrichswerth
- Friemar
- Frohnsdorf
- Frömmstedt
- Fröttstädt

#### G
- Gamstädt
- Gangloffsömmern
- Gauern
- Gebesee (ville)
- Gebstedt
- Gefell (ville)
- Gehlberg
- Gehofen
- Gehren (ville)
- Geisa (ville)
- Geisenhain
- Geisleden
- Geismar
- Georgenthal
- Gera (ville)
- Geraberg
- Gerbershausen
- Gernrode
- Geroda
- Gerstenberg
- Gerstengrund
- Gerstungen
- Gerterode
- Gertewitz
- Geschwenda
- Gierstädt
- Gillersdorf
- Glasehausen
- Gleichamberg
- Gneus
- Göhren
- Göhren-Döhlen
- Goldbach
- Goldisthal
- Göllingen
- Göllnitz
- Golmsdorf
- Gompertshausen
- Göpfersdorf
- Görkwitz
- Görsbach
- Gorsleben
- Göschitz
- Gösen
- Gossel
- Gössitz
- Gößnitz (ville)
- Gotha (ville)
- Grabfeld
- Gräfenhain
- Gräfenroda
- Gräfenthal (ville)
- Graitschen bei Bürgel
- Greiz (ville)
- Greußen (ville)
- Griefstedt
- Grimmelshausen
- Grobengereuth
- Großbartloff
- Großbockedra
- Großbodungen
- Großbreitenbach (ville)
- Großbrembach
- Großenehrich (ville)
- Großengottern
- Großensee
- Großenstein
- Großeutersdorf
- Großfahner
- Großheringen
- Großlöbichau
- Großlohra
- Großmölsen
- Großmonra
- Großneuhausen
- Großobringen
- Großpürschütz
- Großröda
- Großrudestedt
- Großschwabhausen
- Großvargula
- Grub
- Gumperda
- Günserode
- Günstedt
- Günthersleben-Wechmar
- Guthmannshausen

#### H
- Hachelbich
- Hain
- Haina (Gotha)
- Haina (Hildburghausen)
- Hainichen
- Hainrode
- Hainspitz
- Hallungen
- Hamma
- Hammerstedt
- Hardisleben
- Harra
- Harth-Pöllnitz
- Hartmannsdorf (Greiz)
- Hartmannsdorf (Saale-Holzland)
- Harzungen
- Haselbach
- Haßleben
- Hausen
- Haussömmern
- Hauteroda
- Haynrode
- Heichelheim
- Heideland
- Heilbad Heiligenstadt (ville)
- Helbedündorf
- Heldrungen (ville)
- Hellingen
- Helmsdorf
- Hemleben
- Henfstädt
- Henneberg
- Henschleben
- Herbsleben
- Heringen-sur-Helme (ville)
- Hermsdorf (ville)
- Heroldishausen
- Herpf
- Herrenhof
- Herrmannsacker
- Herrnschwende
- Herschdorf
- Hetschburg
- Heukewalde
- Heuthen
- Heyerode
- Heyersdorf
- Heygendorf
- Hilbersdorf
- Hildburghausen (ville)
- Hildebrandshausen
- Hirschberg (ville)
- Hirschfeld
- Hochheim
- Hohenfelden
- Hohengandern
- Hohenkirchen
- Hohenleuben (ville)
- Hohenölsen
- Hohenstein
- Hohenwarte
- Hohes Kreuz
- Holungen
- Holzsußra
- Hopfgarten
- Hornsömmern
- Hörselberg-Hainich
- Hörselgau
- Hummelshain
- Hümpfershausen
- Hundeshagen
- Hundhaupten

#### I
- Ichstedt
- Ichtershausen
- Iéna (ville)
- Ifta
- Ilfeld
- Ilmenau (ville)
- Ilmtal
- Immelborn
- Ingersleben
- Isseroda
- Issersheilingen

#### J
- Jenalöbnitz
- Jonaswalde
- Jückelberg
- Judenbach
- Jützenbach

#### K
- Kahla (ville)
- Kalbsrieth
- Kallmerode
- Kaltenlengsfeld
- Kaltennordheim (ville)
- Kaltensundheim
- Kaltenwestheim
- Kammerforst
- Kamsdorf
- Kannawurf
- Kapellendorf
- Karlsdorf
- Katharinenberg
- Katzhütte
- Kauern
- Kaulsdorf
- Kefferhausen
- Kehmstedt
- Keila
- Kella
- Kiliansroda
- Kindelbrück (ville)
- Kirchgandern
- Kirchheilingen
- Kirchheim
- Kirchworbis
- Kirschkau
- Kleinbartloff
- Kleinbockedra
- Kleinbodungen
- Kleinbrembach
- Kleinebersdorf
- Kleineutersdorf
- Kleinfurra
- Kleinmölsen
- Kleinneuhausen
- Kleinobringen
- Kleinschwabhausen
- Kleinwelsbach
- Klettbach
- Klettstedt
- Klings
- Kloster Veßra
- Knau
- Ködderitzsch
- Kölleda (ville)
- Königsee (ville)
- Korbußen
- Körner
- Kospoda
- Kraftsdorf
- Kraja
- Kranichfeld (ville)
- Krauthausen
- Krautheim
- Kreuzebra
- Kriebitzsch
- Krölpa
- Krombach
- Kromsdorf
- Kühdorf
- Kühndorf
- Küllstedt
- Kutzleben

#### L
- Laasdorf
- Langenleuba-Niederhain
- Langenorla
- Langenwetzendorf
- Langenwolschendorf
- Langewiesen (ville)
- Langula
- Laucha
- Lauscha (ville)
- Lausnitz
- Lauterbach
- Lederhose
- Lehesten (ville)
- Lehesten (Saale-Holzland)
- Lehnstedt
- Leimbach
- Leinatal
- Leinefelde-Worbis (ville)
- Lemnitz
- Lengenfeld unterm Stein
- Lengfeld
- Lenterode
- Leutenberg (ville)
- Leutenthal
- Leutersdorf
- Lichte
- Liebenstein
- Liebstedt
- Linda bei Neustadt an der Orla
- Linda bei Weida
- Lindenkreuz
- Lindewerra
- Lindig
- Lippersdorf-Erdmannsdorf
- Lipprechterode
- Löberschütz
- Löbichau
- Lödla
- Löhma
- Lucka (ville)
- Luisenthal
- Lumpzig
- Lunzig
- Lutter

#### M
- Mackenrode
- Magdala (ville)
- Mannstedt
- Marisfeld
- Marksuhl
- Markvippach
- Marolterode
- Marth
- Martinroda (Ilm)
- Martinroda (Wartburg)
- Masserberg
- Mattstedt
- Mechelroda
- Mechterstädt
- Mehmels
- Mehna
- Meiningen (ville)
- Mellenbach-Glasbach
- Mellingen
- Melpers
- Mendhausen
- Mengersgereuth-Hämmern
- Menteroda
- Merkendorf
- Merkers-Kieselbach
- Mertendorf
- Metebach
- Metzels
- Meura
- Meusebach
- Meuselbach-Schwarzmühle
- Meuselwitz (ville)
- Miesitz
- Mihla
- Milda
- Milz
- Mittelpöllnitz
- Mittelsömmern
- Möckern
- Mohlsdorf
- Möhrenbach
- Molschleben
- Mönchenholzhausen
- Mönchpfiffel-Nikolausrieth
- Monstab
- Moorgrund
- Mörsdorf
- Moßbach
- Moxa
- Mühlhausen (ville)
- Mülverstedt
- Münchenbernsdorf (ville)

#### N
- Nahetal-Waldau
- Nauendorf
- Nausitz
- Nausnitz
- Nazza
- Neidhartshausen
- Neubrunn
- Neudietendorf
- Neuengönna
- Neugernsdorf
- Neuhaus am Rennweg (ville)
- Neuhaus-Schierschnitz
- Neumark (ville)
- Neumühle
- Neundorf (près de Lobenstein)
- Neundorf (près de Schleiz)
- Neunheilingen
- Neusiß
- Neustadt (Eichsfeld)
- Neustadt am Rennsteig
- Neustadt an der Orla (ville)
- Neustadt/Harz
- Niederbösa
- Niederdorla
- Niedergebra
- Niederorschel
- Niederreißen
- Niederroßla
- Niedersachswerfen
- Niedertrebra
- Niederzimmern
- Nimritz
- Nirmsdorf
- Nöbdenitz
- Nobitz
- Nöda
- Nohra (Nordhausen)
- Nohra (Weimar-Campagne)
- Nordhausen (ville)
- Nottleben

#### O
- Oberbodnitz
- Oberbösa
- Oberdorla
- Oberhain
- Oberheldrungen
- Oberhof (ville)
- Oberkatz
- Oberland am Rennsteig
- Obermaßfeld-Grimmenthal
- Obermehler
- Oberoppurg
- Oberreißen
- Oberschönau
- Oberstadt
- Obertrebra
- Oberweid
- Oberweißbach (ville)
- Oechsen
- Oepfershausen
- Oettern
- Oettersdorf
- Ohrdruf (ville)
- Olbersleben
- Oldisleben
- Ollendorf
- Oppershausen
- Oppurg
- Orlamünde (ville)
- Oßmannstedt
- Osthausen-Wülfershausen
- Ostramondra
- Ottendorf
- Ottstedt am Berge

#### P
- Paitzdorf
- Paska
- Pennewitz
- Petersberg
- Petriroda
- Peuschen
- Pfaffschwende
- Pferdingsleben
- Pfiffelbach
- Piesau
- Pillingsdorf
- Plaue (ville)
- Plothen
- Pölzig
- Ponitz
- Pörmitz
- Posterstein
- Pößneck (ville)
- Pottiga
- Poxdorf
- Probstzella

#### Q
- Quaschwitz
- Quirla

#### R
- Ramsla
- Ranis (ville)
- Rannstedt
- Rastenberg (ville)
- Rattelsdorf
- Rauda
- Rauschwitz
- Rausdorf
- Reichenbach
- Reichmannsdorf
- Reichstädt
- Reinholterode
- Reinsdorf
- Reinstädt
- Reisdorf
- Remda-Teichel (ville)
- Remptendorf
- Remstädt
- Renthendorf
- Reurieth
- Rhönblick
- Riethgen
- Riethnordhausen
- Ringleben (Kyffhäuser)
- Ringleben (Sömmerda)
- Rippershausen
- Ritschenhausen
- Rittersdorf
- Rockhausen
- Rockstedt
- Rodeberg
- Rohr
- Rohrbach (Saalfeld-Rudolstadt)
- Rohrbach (Weimar-Campagne)
- Rohrberg
- Röhrig
- Römhild (ville)
- Ronneburg (ville)
- Rosa
- Rosendorf
- Rositz
- Roßdorf
- Roßleben (ville)
- Rothenstein
- Rottenbach
- Rotterode
- Rottleben
- Rückersdorf
- Rudersdorf
- Rudolstadt (ville)
- Ruhla (ville)
- Rustenfelde
- Ruttersdorf-Lotschen

#### S
- Saalburg-Ebersdorf (ville)
- Saaleplatte
- Saalfeld (ville)
- Saalfelder Höhe
- Saara (Altenbourg-Campagne)
- Saara (Greiz)
- Sachsenbrunn
- Sachsenhausen
- Schachtebich
- Schalkau (ville)
- Scheibe-Alsbach
- Scheiditz
- Schillingstedt
- Schimberg
- Schkölen (ville)
- Schlechtsart
- Schlegel
- Schleid
- Schleifreisen
- Schleiz (ville)
- Schleusegrund
- Schleusingen (ville)
- Schlöben
- Schloßvippach
- Schlotheim (ville)
- Schmalkalden (ville)
- Schmeheim
- Schmiedefeld
- Schmiedefeld am Rennsteig
- Schmiedehausen
- Schmieritz
- Schmölln (ville)
- Schmorda
- Schömberg
- Schöndorf
- Schöngleina
- Schönhagen
- Schönstedt
- Schöps
- Schwaara
- Schwabhausen
- Schwallungen
- Schwarza
- Schwarzbach
- Schwarzbourg
- Schweickershausen
- Schweina
- Schwerstedt (Sömmerda)
- Schwerstedt (Weimar-Campagne)
- Schwobfeld
- Seebach
- Seega
- Seelingstädt
- Seisla
- Seitenroda
- Serba
- Sickerode
- Siegmundsburg
- Silberfeld
- Silberhausen
- Silbitz
- Silkerode
- Sitzendorf
- Solkwitz
- Sollstedt
- Sömmerda (ville)
- Sondershausen (ville)
- Sonneberg (ville)
- Sonneborn
- Springstille
- Sprötau
- Stadtilm (ville)
- Stadtlengsfeld (ville)
- Stadtroda (ville)
- Staitz
- Stanau
- Starkenberg
- St. Bernhard
- Steinach (ville)
- Steinbach (Eichsfeld)
- Steinbach (Wartburg)
- Steinbach-Hallenberg (ville)
- Steinheid
- Steinheuterode
- Steinrode
- Steinsdorf
- Steinthaleben
- Stepfershausen
- St. Gangloff
- St. Kilian
- Stöckey
- Straufhain
- Straußfurt
- Stützerbach
- Suhl (ville)
- Sulza
- Sülzfeld
- Sundhausen

#### T
- Tabarz
- Tambach-Dietharz (ville)
- Tanna (ville)
- Tastungen
- Tautenburg
- Tautendorf
- Tautenhain
- Tegau
- Teichwitz
- Teichwolframsdorf
- Teistungen
- Teutleben
- Thalwenden
- Themar (ville)
- Thierschneck
- Thonhausen
- Thüringenhausen
- Tiefenort
- Tissa
- Tömmelsdorf
- Tonna
- Tonndorf
- Topfstedt
- Tottleben
- Treben
- Trebra
- Treffurt (ville)
- Triptis (ville)
- Tröbnitz
- Tröchtelborn
- Trockenborn-Wolfersdorf
- Troistedt
- Trügleben
- Trusetal
- Tüttleben

#### U
- Uder
- Udestedt
- Uhlstädt-Kirchhasel
- Ummerstadt (ville)
- Umpferstedt
- Unstruttal
- Unterbodnitz
- Unterbreizbach
- Unterkatz
- Untermaßfeld
- Unterschönau
- Unterweid
- Unterweißbach
- Unterwellenborn
- Urbach
- Urleben
- Urnshausen
- Utendorf
- Uthleben

#### V
- Vacha (ville)
- Vachdorf
- Veilsdorf
- Viernau
- Vippachedelhausen
- Vogelsberg
- Vogtländisches Oberland
- Voigtstedt
- Volkerode
- Völkershausen
- Volkmannsdorf
- Vollenborn
- Vollersroda
- Vollmershain

#### W
- Wachsenburggemeinde
- Wachstedt
- Wahlhausen
- Wahns
- Waldeck
- Wallbach
- Walldorf
- Walpernhain
- Walschleben
- Waltersdorf
- Waltershausen (ville)
- Wangenheim
- Warza
- Wasserthaleben
- Wasungen (ville)
- Weberstedt
- Wehnde
- Weida (ville)
- Weilar
- Weimar (ville)
- Weinbergen
- Weingarten
- Weira
- Weißbach
- Weißenborn
- Weißenborn-Lüderode
- Weißendorf
- Weißensee (ville)
- Wernburg
- Werningshausen
- Werther
- Westenfeld
- Westgreußen
- Westhausen (Gotha)
- Westhausen (Hildburghausen)
- Wichmar
- Wickerstedt
- Wiebelsdorf
- Wiegendorf
- Wiehe (ville)
- Wiesenfeld
- Wiesenthal
- Wildenbörten
- Wildenspring
- Wildetaube
- Wilhelmsdorf
- Willerstedt
- Windehausen
- Windischleuba
- Wingerode
- Wipfratal
- Wipperdorf
- Witterda
- Wittgendorf
- Witzleben
- Wohlsborn
- Wölferbütt
- Wolferschwenda
- Wölfershausen
- Wölfis
- Wolfsberg
- Wolfsburg-Unkeroda
- Wolkramshausen
- Wundersleben
- Wünschendorf
- Wurzbach (ville)
- Wüstheuterode
- Wutha-Farnroda

#### Z
- Zadelsdorf
- Zedlitz
- Zella-Mehlis (ville)
- Zella
- Zeulenroda-Triebes (ville)
- Ziegelheim
- Ziegenrück (ville)
- Zimmern
- Zimmernsupra
- Zöllnitz
- Zwinge